# Paparazzi (film 2001)
Paparazzi – amerykańsko-kanadyjska filmowa komedia sensacyjna Chrisa Ver Wiela z roku 2001. Film ukazał się pod tytułami Who Is Cletis Tout? (USA) oraz Cletis Tout (Kanada, Anglia) – również tytuł roboczy.
Film otrzymał dwie nominacje w roku 2002: Louis Di Bianco do Canadian Comedy Award w kategorii Śmieszna kreacja męska oraz Chris Ver Wiel do DGC Team Award w kategorii Niezwykłe osiągnięcie w rozwoju sztuki filmowej.
Komedia mówi o pomyłce w identyfikacji osób, która dotknęła zawodowego złodzieja diamentów i przepełniona jest cytatami ze znanych hollywoodzkich produkcji.

## Obsada
- Trevor Allen Finch - Christian Slater
- Krytyk Jim - Tim Allen
- Tess Donnelly - Portia de Rossi
- Micah Donnelly - Richard Dreyfuss
- Dr. Savian - Billy Connolly
- Detektyw Tripp - Peter MacNeill
- Detektyw Delaney - Bill Macdonald
- Detektyw Rafferty - Elias Zarou
- Detektyw Horst - Richard Chevolleau
- Ginger Markum - RuPaul
- Rowdy Virago - Joseph Scoren
- Falco Eugene Lipinski
- Crow Gollotti - Shawn Doyle
- Nimble - Louis Di Bianco
- Fife - Tony Nappo

## Opis fabuły
Zdobyć imię to połowa sukcesu, przeżyć z nim to wygrać bitwę.
Cletis Tout jest zawodowym reporterem pracującym dla prywatnych stacji telewizyjnych, stale poszukującym sensacji. Znajomi nazywają go cyrkowcem - gdyż nikt nie zna jego prawdziwej natury - stale podszywa się pod różne postacie tylko po to by zdobyć ujęcia. Pewnej nocy zdolnemu paparazzi trafia się "świetny" materiał, gdy przypadkowo filmuje mafijnego bossa mordującego prostytutkę. Taśma i jej kopie stają się przedmiotem nieudanego szantażu - tytułowy bohater ginie z rąk mafiosa. Tymczasem z więzienia o zaostrzonym rygorze uciekli dwaj przestępcy specjalizujący się w kradzieży klejnotów: młody Trevor Finch (Christian Slater) i iluzjonista Micah Donnelly (Richard Dreyfuss). Obaj potrzebują nowych tożsamości by móc dotrzeć do skradzionych łupów. Finch wciela się w postać nieżyjącego Touta, ściągając na siebie zemstę mafii. Sytuacja się komplikuje, gdy w zamachu ginie magik, a na jaw wychodzi informacja, że diamenty znajdują się na terenie nowo wybudowanego zakładu karnego, a Cletisa ściga płatny zabójca zwany Krytykiem (Tim Allen). Z pomocą córki Micaha - Tess (Portia de Rossi), nowy Cletis obmyśla plan wydobycia łupu.